# Mistrz Ołtarza z Pulkau
Mistrz Ołtarza z Pulkau lub Mistrz Historiae Friderici et Maximiliani - (j. niem. Meister des Pulkauer Altars) – anonimowy malarz niemiecki czynny w pierwszych trzech dekadach XVI wieku w Kolonii i Dolnej Austrii.
Jego przydomek pochodzi od ołtarza z kościoła Krwi Świętej w Pulkau powstałego w latach trzydziestych XV wieku. Ołtarz o wymiarach dziesięć metrów wysokości i sześć metrów szerokości (po otwarciu), składał się z ośmiu scen pasyjnych znajdujących się na skrzydłach i z trzech rzeźb w kwaterze głównej. W ołtarzu widać jeszcze ślady malarstwa gotyckiego: do namalowania nieba mistrz użył złota. Jego drugi przydomek pochodzi od rękopisu pt. Historiae Friderici et Maximiliani autorstwa Josepha Grünpecka, powstałego w latach 1514 - 1515 (obecnie w miejskich archiwach w Wiedniu) na zlecenie cesarza Maksymiliana I. Mistrz opatrzył kodeks rysunkami wykonanymi piórkiem. Przedstawiają one sceny z życia codziennego oraz wnętrza pałacowych pomieszczeń.
Był przedstawicielem szkoły naddunajskiej. Przez wiele lat identyfikowany z Albrechtem Altdorferem, którego w rzeczywistości był uczniem. Stylistycznie bliski był sztuce Jörga Breua młodszego przez co niektórzy historycy wysuwali przypuszczenia, iż Mistrz Ołtarza z Pulkau jest bratem artysty, Nikolasem. Obrazy Mistrza Ołtarza z Pulkau charakteryzowały się ciekawszymi od dzieł Altdorfera zestawami barw ale  jego obrazy sprawiają wrażenie mniej przyjemne, są bardziej posępne, demoniczne, z jednej strony wybuchowe, z drugiej o formach delikatnych i giętkich, zawsze jednak określone przez gwałtowny, skłonny do dramatyzmu temperament.